# Leonida Gherasim
Leonida Gherasim (n. 18 februarie 1929, Teiuș, România) este un medic român, specialist în cardiologie, profesor universitar la Facultatea de Medicină din București, membru de onoare (2001) al Academiei Române.
Leonida Gherasim a studiat medicina la Facultatatea de Medicină din București între anii 1947 și 1953. După absolvirea  studiilor este repartizat ca medic la șantierul hidrocentralei din Bicaz, unde lucrează până în 1956. În acest an revine în București ca medic secundar prin concurs la clinica de medicină internă de la Spitalul Colțea, sub conducerea profesorului Bazil Theodorescu. Gherasim devine Doctor în Științe Medicale și urcă toate treptele ierarhiei universitare, devenind în cele din urmă profesor titular de catedră și director al clinicii de medicină internă cu profil de cardiologie la Spitalul Municipal din București, în prezent Spital Universitar de Urgență al Capitalei. În anii '80 a fost Rector al Institutului de Medicină și Farmacie din București. După ieșirea la pensie, funcționează ca profesor consultant pe lângă clinica pe care a condus-o.
Leonida Gherasim este autorul a nenumărate lucrări științifice și tratate în domeniul medicinii interne, cu contribuții esențiale în patologia arterelor coronariene, insuficiența cardiacă, hipertensiunea arterială, metodele de explorare neinvazive și terapia modernă a bolilor cardiovasculare.